# Drobcena kučmica
Drobcena kučmica (znanstveno ime Galerina nana) je gliva iz rodu kučmic (Galerina).

## Značilnosti
Klobuček ima v premeru od 5 do 15 mm. Sprva je stožčast, kasneje postane konveksen z majhno grbico na sredini. Rob je rahlo valovit in črtast zaradi lističev, ki prosevajo skozi sijočo površino. Je jantarne do rumenkasto rjave barve.
Lističi so rjave barve, pritrjeni na bet in rahlo potekajo po njemu navzdol.
Bet je visok od 11 do 28 mm in debel od 1 do 2 mm. Sredinsko pritrjen na klobuk, valjast in upognjen. Je temno rjave barve, površina je vlaknasta, z belimi vlakni na vrhu in temnejšimi v dnišču. Pri mladih gobah je opazen pajčevinast obroček, ki kasneje izgine.

## Razširjenost in življenjski prostor
Razširjena po vsemu svetu, a redko opažena. Raste kot gniloživka na tleh, med lesno zastirko in mahovi. Včasih se pojavi v cvetličnih lončkih.

## Mikroskopske značilnosti
Trosni odtis je tobačno rjave barve. Trosi so mandljaste oblike oblike, bradavičasti z gladkim delom blizu mesta pritrditve, brez zarodnih por in merijo 7,5–9 x 4–4,5 μm. Od ostalih kučmic se loči predvsem po debelostenskih metuloidnih (imajo vrhove obložene s kristalčki) cistid.

## Podobne vrste
- obrobljena kučmica (Galerina marginata) je večja in nima metuloidnih cistid

## Uporabnost
Neužitna.

## Galerija slik
- klobuček
- lističi
- trosi
- cistide